# Bosnios
Los bosnios (en bosnio: Bosanci/Босанци, en serbio: Босанци, en croata: Bosanci) son el pueblo que vive en Bosnia o que se considera como descendientes de bosnios propiamente. Los bosnios nativos son eslavos del sur o balcánicos y en su definición moderna, ya como Estado, un bosnio puede ser cualquiera que posea la ciudadanía del Estado de Bosnia-Herzegovina. Esto aún se considera como un sinónimo de la total comprensión de los demás grupos nacionales denominados como bosnios y herzegovinos. Esto incluye, aunque no en sentido estricto, a los miembros de las etnias constituyentes de Bosnia-Herzegovina; como los bosníacos, serbios y croatas que allí viven. Aquellos que residen en la pequeña región geográfica de Herzegovina prefieren identificarse como herzegovinos en el mero sentido de identidad regional.
Las minorías étnicas de este territorio prefieren seguir usando su etnónimo religioso o étnico, pero supuesto al de su origen; así, hay judíos, romaníes, albaneses, montenegrinos y otros. Una considerable parte de la población de Bosnia-Herzegovina piensa que el término "bosnio" define a un pueblo que constituye un distintivo colectivo, tiene su identidad cultural o a un grupo étnico propiamente dicho.

## Historia

### Primeros registros
Las primeras raíces culturales y lingüísticas de la historia de los bosnios se pueden encontrar en las grandes migraciones de los eslavos a inicios de la Edad Media, cuando invadieron el Imperio Romano y se asentaron en la península balcánica. Allí, se mezclaron con los pueblos paleo-balcánicos aborígenes, mayormente tribus romanizadas que se conocían genéricamente como ilirios en el actual territorio de Bosnia y Herzegovina. Por entonces, los ilirios habían sufrido las invasiones célticas y su asentamiento durante el siglo III a. C. y, en menor medida, las invasiones lideradas por los ostrogodos (pueblo germánico), que penetraron en la región a fines del siglo IV. 
En el caos de la Edad Media, hacia el año 800, las tribus eslavas se coaligaron en principados. Con la expansión de los principados incluyeron a otras tribus eslavas y sus territorios, para después evolucionar a reinos centralizados.
Al oeste, los croatas se adhirieron a la Iglesia de Roma, influenciados por los reinos católicos vecinos. A su vez, al este, los serbios adoptaron la ortodoxia bajo la influencia bizantina. Estas diferencias religiosas siguen siendo hasta hoy parte de su definición como pueblos o grupos étnicos diferenciados. En contraste, no resultaron tribus prominentes en Bosnia y no surgió un Estado independiente propiamente bosnio hasta la Alta Edad Media.
Hasta entonces, el núcleo de las tierras bosnias (situadas entre el Drina y el Bosna) estaba en un estado casi constante de rivalidad entre bizantinos, serbios, croatas y húngaros. En el siglo XII surgió el Estado bosnio, caracterizado por una estructura religiosa independiente. Se desarrolló durante el siglo XIV como un poderoso reino. El término Bošnjani se usaría luego para describir, como con un etnónimo moderno, a los habitantes del reino. Se cree que su origen probablemente sea la conjunción de Bosna, nombre del río que fluye a través del corazón del reino.

### Reino de Bosnia

Extensión territorial del Reino de Bosnia en el Medioevo

El Reino de Bosnia, primer constituyente y germen tanto del Estado como de la etnia, creció y se expandió bajo la dinastía Kotromanić. Se anexó territorios que hasta entonces habían pertenecido al primer ente estatal croata y al principado serbio de Zahumlia. Como consecuencia, aumentó la cantidad de católicos y cristianos ortodoxos que habitaban dentro de sus fronteras, junto con los partidarios de una iglesia nativa, cuyos orígenes y naturaleza son objeto de continuos debates entre los estudiosos. Aquellos creyentes de dicha secta se llamaban simplemente Krstjani ("cristianos"). Muchos eruditos han argumentado que estos Krstjani bosnios eran del credo maniqueo dualista, relacionado con el movimiento bogomilo de Bulgaria, mientras que quienes cuestionan esta teoría citan la falta de pruebas contundentes y fehacientes. Tanto las autoridades de la Iglesia católica como las de la ortodoxa consideraban que la Iglesia bosnia era herética, y lanzaron contra esta vigorosos actos proselitistas para debilitar su fuerte influencia. Como resultado de dichas divisiones, en la Edad Media se desarrollaron identidades religiosas incoherentes en Bosnia, Croacia y Serbia.

### Era otomana
El reino de Bosnia empezó su declive y acabó por escindirse debido a las divisiones políticas y religiosas. Los turcos ya habían ganado un punto de apoyo en los Balcanes y con la derrota de los serbios en la batalla de Kosovo y la posterior expansión hacia el oeste, acabaron por conquistar toda Bosnia y parte de Estados vecinos como Croacia. Estos territorios, que habían pertenecido parcialmente al reino medieval de Croacia y al bosnio, quedaron bajo dominio otomano por varios siglos, de manera que en varios textos de la época se hace referencia a ellos como la Croacia Turca (posteriormente, Bosanska Krajina).
Dichos acontecimientos alteraron la posterior historia bosnia y la conversión de muchos de sus habitantes al islam añadió el matiz etno-religioso a las diferencias de identidad nacional. La Iglesia de Bosnia desapareció, y las causas de su declive son también tema de discusión entre los expertos, así como la definición de su naturaleza y orígenes. Algunos historiadores sostienen que los Krstjani bosnios se convirtieron en masa al islam, buscando refugio de la persecución del catolicismo y de la Iglesia cristiana ortodoxa. Otros argumentan que la Iglesia bosnia se había desvanecido décadas antes de la llegada del islam a Bosnia y de la conquista turca. Sea como fuere el asunto, surgió un islamismo eslavo nativo y una comunidad desarrollada junto a los bosnios bajo el mandato otomano pronto se hizo dominante. A principios de la década de 1600, aproximadamente dos tercios de la población de Bosnia eran de credo musulmán.

### Era austrohúngara

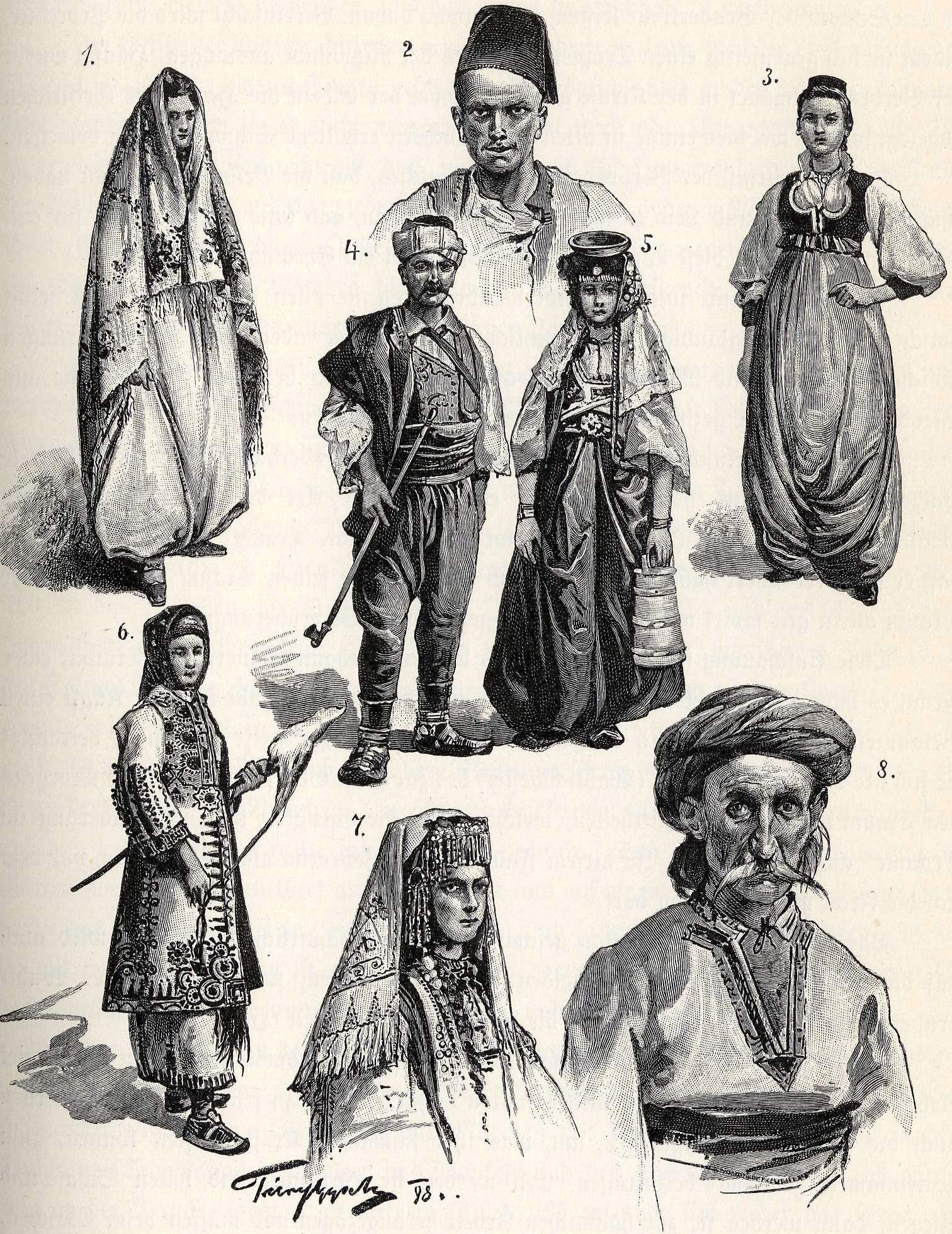
Bosquejo de los bosnios en el tiempo del mandato austrohúngaro en Bosnia y Herzegovina.

Durante el mandato austrohúngaro en Bosnia-Herzegovina (1878-1918), Benjamin Kallay, Ministro imperial conjunto de Finanzas, fue el administrador de Bosnia, teniendo como base la ciudad de Viena. Fue quien promocionó al Bošnjaštvo como la política que apuntaba a inspirar en el pueblo de Bosnia un "sentimiento nacionalista de ser parte de una poderosa nación".
Esta política era incorporante e invocaba la unidad multireligiosa y multiétnica con la garantía de ideales pluralistas y multi-confesionales en una nación y visionaba una clase de bosnios que "hablasen el mismo lenguaje y divididos en tres grupos religiosos con derechos igualitarios". Dicha política buscaba aislar a Bosnia-Herzegovina de sus vecinos irredentistas (la Serbia de fe ortodoxa, la Croacia de fe católica, y de los musulmanes del Imperio otomano).
El imperio trató de desacreditar a los nacionalismos de la comunidad serbia o croata, que ya se habían esparcido a las facciones católica y ortodoxa de Bosnia-Herzegovina a mediados del siglo XIX. Los croatas y serbios que se opusieron a la política imperial y que se identificaban con las ideas nacionalistas, ignoraron el reclamo por una identidad nacional bosnia y veían a los bosnios de fe sunita dentro de cada una de sus facciones, un concepto posteriormente rechazado por la gran mayoría de los bosnios musulmanes, y que vendría a ser el detonante de crisis y guerras posteriores. Tras la muerte de Kallay, esta política sería abandonada. Para la mitad final de la década de 1910, los nacionalismos serían un factor integral de las políticas en Bosnia, con partidos políticos nacionales correspondientes a los tres grupos dominantes en las elecciones.

### En Yugoslavia
Los investigadores estadounidenses Robert J. Donia y John V.A. Fine concluyeron que:

Una identidad "Bosnia" propiamente dicha como bosnia -incluso si se refiere originalmente a su tierra natal geográficamente hablando o a su pertenencia a un estado- tiene sus raíces en algún cimiento que se remonte a muchos siglos atrás, mientras que la clasificación de cualquier bosnio como cristiano se equipara a la de un serbio o un croata, y esta se remonta apenas a casi un siglo antes. La idea de considerar a un bosnio musulmán por una identificación asociada a su credo religioso (opuesta a su sentido real de "nacionalidad") es una creación muy reciente.

Durante el periodo en el que Yugoslavia se estableció como nación, el estamento político de Bosnia-Herzegovina estuvo dominado por las políticas serbias y croatas, más en la era comunista. Ninguno de los dos términos ("bosnio" o "bosníaco") se reconocía para identificar al pueblo o a una nación constituyente. Consecuentemente, a los bosnios musulmanes o a cualquiera que reclamase una identificación étnica como bosnio/bosníaco se les clasificaba como yugoslavos en las estadísticas y bajo la categoría de "afiliación regional". Esta clasificación se usó en los últimos censos de población hechos en Yugoslavia, en especial en el del año 1991, y en Bosnia-Herzegovina específicamente.
Las clasificaciones censales en la ex-Yugoslavia fueron a menudo objeto de manipulaciones políticas, a causa de que en el conteo de las poblaciones resultaba algo crítico para la cantidad del poder detentable por parte de cada grupo étnico constituyente. En las enmiendas constitucionales de 1947, los bosnios musulmanes solicitaron la opción de crear la identidad de "bosnio". Pero, en el censo de 1948, se les dieron solo las opciones para identificarse como "musulmanes étnicos", "serbo-musulmán" o "croata-musulmán" (la vasta mayoría escogió la primera opción). En el censo de población de 1953, se introdujo la categoría "yugoslavo, étnicamente sin declararse"  y la abrumadora mayoría de aquellos que se habían identificado por esta categoría eran realmente bosnios musulmanes.
En el censo de 1961, los bosníacos y/o musulmanes bosnios fueron categorizados como un grupo étnico definido como uno de "filiación religiosa musulmana", pero no como una entidad étnica constituyente de Yugoslavia, así como no fueron categorizados como una "nación constituyente" al mismo nivel de los serbios, eslovenos, croatas, montenegrinos ni de los macedonios. En 1964, en el Cuarto Contreso del Partido Bosnio, se les aseguró a los bosníacos su derecho a autodeterminarse. En 1968, en la reunión del comité central del partido, se aceptó a los bosníacos como una nación distinta, pero su liderazgo no se decidió sobre el nombre de su recientemente reconocida nación; o era el de "bosníaco" o el de "bosnio". Por lo tanto, como un compromiso, la opción de "musulmán de nacionalidad" se introdujo como categoría en el censo de población del año 1971. Esta fue la primera vez que, oficialmente, los bosnios tuvieron una categoría, que duraría hasta el último censo de población de Yugoslavia, hecho en 1991.

### Era moderna
Durante el mandato del Imperio otomano, las distinciones entre ciudadanos (a efectos de impuestos y servicio militar, entre otros temas) se hacían basándose principalmente en la identidad religiosa individual, que aún actualmente sigue estando muy ligada a la identidad étnica.
En 1990, la designación de bosníaco se reintrodujo para reemplazar la designación anterior de "musulmán por nacionalidad", vigente durante la existencia de Yugoslavia. Esto resultó en que el término para los bosnios de religión musulmana fuese el de bosníaco, o en eventos de cierta índole nacionalista serbia fueran distinguidos meramente como "musulmanes", así como hay términos (re)cognados recientemente como una forma de compromiso político.

## Religión

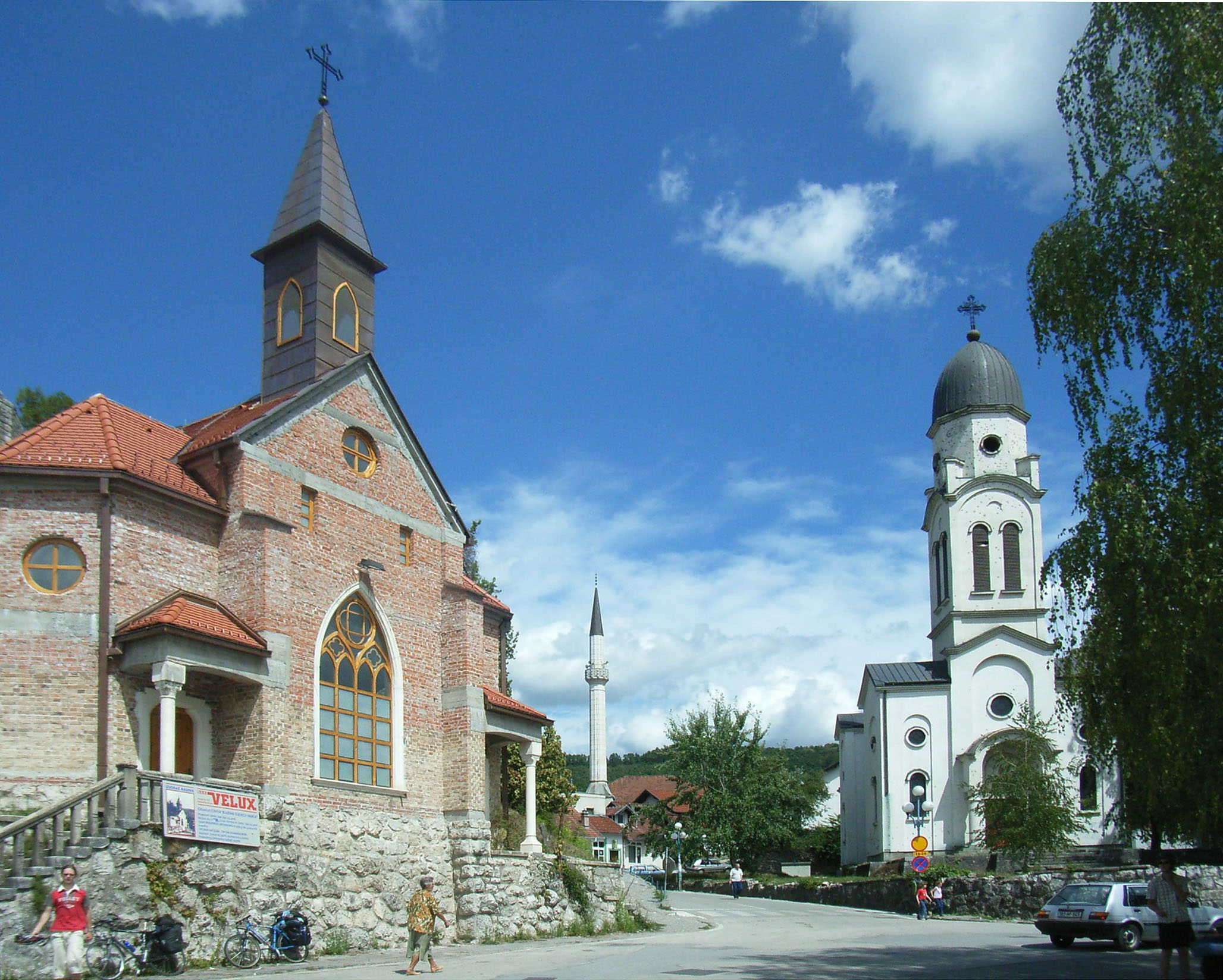
En la toma una mezquita, una iglesia católica y otra iglesia pero de credo ortodoxo, en una muestra de la multietnicidad de Bosnia Herzegovina, en Bosanska Krupa.

Los bosnios tienen varias religiones, y cada comunidad ha adoptado un credo propio, pero ha sido también determinante el papel de la invasión turca en esta definición, con la llegada del islamismo de su mano. Pero, el componente religioso y étnico no es solamente algo que da homogeneidad e independencia en cuanto a una definición independientemente un pueblo del otro. Sin embargo, la mitad de la población es de credo musulmán, mientras que casi la otra mitad son cristianos y un 2 % son de credo judío.[cita requerida]
De acuerdo con Tone Bringa, una antropóloga y estudiosa del tema, ella afirma sobre Bosnia y los bosnios:

"Ni las identidades bosnia, croata, o la serbia pueden ser totalmente entendidas si solo se hace referencia al credo islámico o a los credos cristianos respectivamente, pero deben ser considerados en una forma específica dentro del contexto Bosnio que ha resultado en una historia y localía compartida juntos en los trasfondos tanto islámicos como cristianos."

Según el estudio de Bringa, en Bosnia hay una "cultura trans-étnica" singular que abarca a cada etnia y hace que las diferentes religiones, incluidas la cristiana y la islámica, sean "sinergísticamente interdependientes".
Sin embargo, muchos bosnios son seculares, un hecho fortalecido a finales de la Segunda Guerra Mundial y su posterioridad en Bosnia-Herzegovina cuando se hicieron parte del sistema político comunista copiado de la Unión Soviética, que rechazaba la organización tradicional de los servicios religiosos y su influencia en la sociedad.

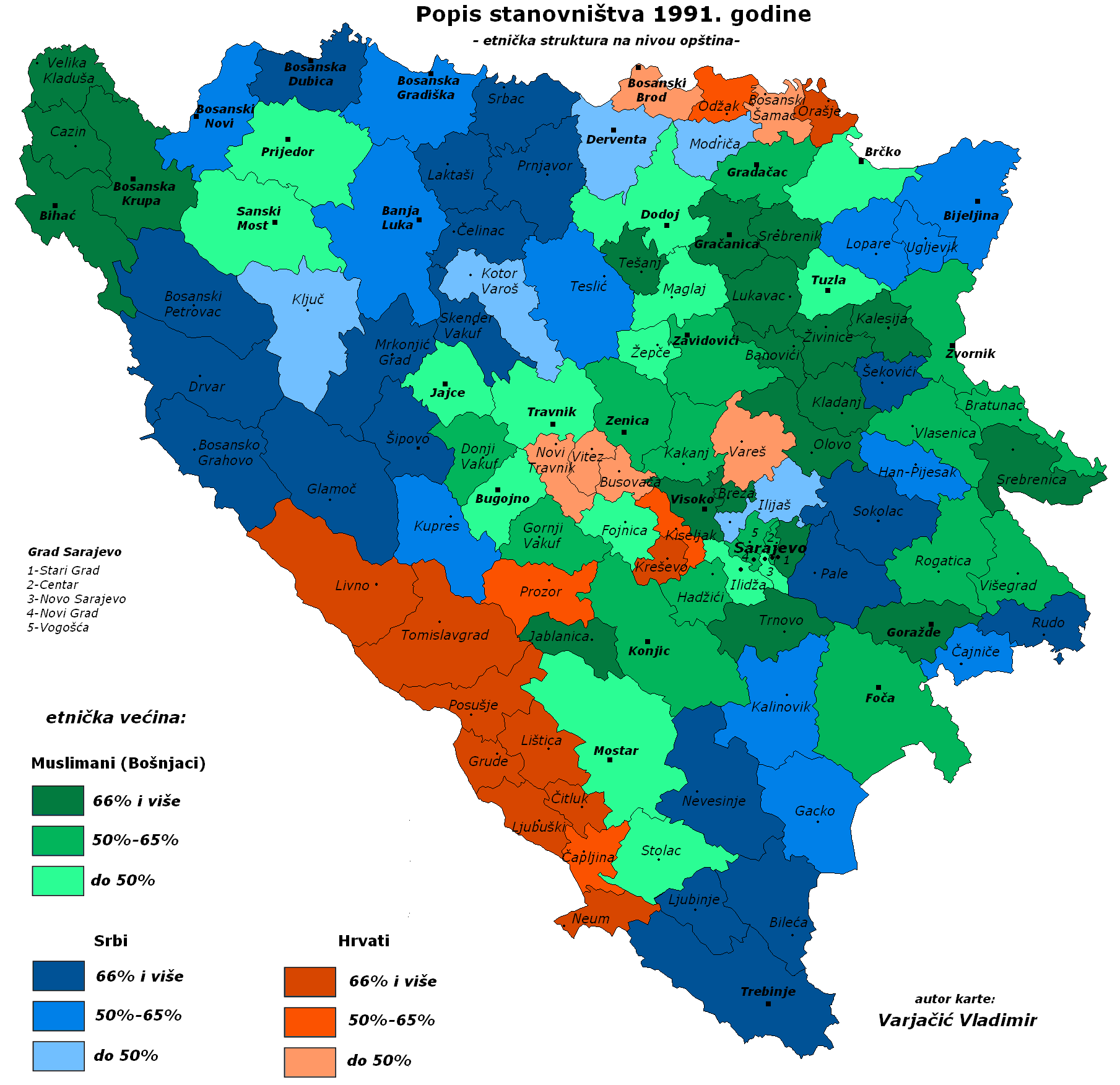
Poblaciones en Bosnia y Herzegovina en el año 1991 (antes de la guerra) bosnios verde, serbios rojo y croatas azul.

## Identificación
En una encuesta llevada a cabo en el año 2007 por el programa de desarrollo de las Naciones Unidas (UNDP) en Bosnia y Herzegovina, 57 % de los encuestados primariamente se identificó bajo una designación étnica, de los cuales el 43 % optó por la opción "ciudadano de Bosnia-Herzegovina". En adición a esto, un 75 % de los encuestados respondió de manera positiva a la pregunta "Además de pensar en usted mismo como un [bosníaco, croata, serbio], ¿cree también ser un ciudadano de la íntegra Bosnia-Herzegovina?". En la misma encuesta, el 43 % afirmó identificarse como un ciudadano de Bosnia-Herzegovina como su identidad primaria, el 14 % con un grupo étnico o un credo religioso específico, y el 41 % escogió una identidad dual.